# ヒット出版社
株式会社ヒット出版社（ヒットしゅっぱんしゃ）は、東京都目黒区にある日本の出版社。主な事業は成人向け漫画の編集・企画および発行。

## 概要
主力となるのは成人向け漫画雑誌及び単行本だが、1990年代から2000年代半ばにかけては実用書やグラビア系写真集も刊行していた。
なお、1980年代に「ヒット出版」名義で発行されていた書籍は、ヒット出版社の創業者が九段下で経営していた別法人で、同社が倒産したのちに当社が設立されている。

## 目的
以下は、商業・法人登記情報の目的による。
1. 書籍・雑誌の出版、販売
2. 書籍・雑誌の印刷、製本
3. ビデオテープの制作、販売
4. 不動産の売買、賃貸及び仲介業
5. 有価証券の保有及び売買
6. 前各号に附帯する一切の業務

## 現在発行されている雑誌
COMIC阿呍
隔月刊（偶数月28日発売）。成年向け雑誌。
COMIC阿呍 改
隔月刊（奇数月28日発売）。成年向け雑誌（WEB版限定）。
少女組曲
不定期刊（2024年7月現在）。少女組曲（2016年7月22日発売） - 少女組曲31（2024年5月29日発売）。成人向けアンソロジーコミック。

## コミックス
セラフィンコミックス
『Comicセラフィン』以来、雑誌名が変更しても現在に至るまで継承されている成年漫画レーベル。背表紙上部にはヒット出版社のロゴマークが記載されている。

## 過去に発行されていた刊行物
二次ろ
不定期刊。1年生（2014年10月23日発売） - 6年生（2016年2月12日発売）。成人向けアンソロジーコミック。
少女式
季刊（4月・7月・10月・12月発売）。少女式春 2011（2011年3月31日発売） - 少女式夏 2014（2014年7月7日発売）。成人向けアンソロジーコミック。
comic ino.（アンソロジーイノ）
不定期刊。vol.01（2009年3月13日発売） - vol.08（2010年12月21日発売）。成人向けアンソロジーコミック。
COMIC ino.（コミックイノ）
月刊（毎月18日発売）。vol.1（2008年06月号） - vol.9（2009年02月号）。成年コミック誌。後継はアンソロジーコミック『comic ino.（アンソロジーイノ）』シリーズ。
D-ANGE（ディ・アンジェ）
隔月刊（奇数月18日発売）。VOL.1（1997年8月号） - VOL.25（2001年8月号）。成年向け雑誌。後継誌はジェーシー出版の月刊誌『コミックMAN-TEN（曼天）』。
COMICミカエル
隔月刊（奇数月18日発売）。VOL.1（1996年6月号） - VOL.7（1997年6月号）。成年向け雑誌。後継誌は『D-ANGE（ディ・アンジェ）』。
COMIC闘姫
月刊（毎月28日発売）。VOL.1（1995年6月号） - VOL.11（1996年4月号）。格闘美少女コミック誌。後継誌は『COMIC阿呍』。
『Comicセラフィン』増刊として隔月刊雑誌で創刊したが、VOL.4（1995年9月号）から独立・月刊化され、タイトル表記も『comic闘姫』に変更された。
Comicセラフィン
隔月刊（奇数月3日発売）。vol.1（1994年6月号） - vol.11（1996年2月号）。成年向け雑誌（ただし「成年向け雑誌」の記載なし）。
『comic闘姫』の月刊化に伴い、vol.9（1995年10月号）から『comic闘姫』増刊に変更された。なお『セラフィン』の名は現在に至るまで刊行されている前述の単行本レーベル『セラフィンコミックス』にて継承されている。
HIT LADIES COMIC（ヒットレディースコミック）
セラフィンコミックス以前に使用されていた漫画レーベル。レーベル名の「レディースコミック」は所謂レディースコミック（女性漫画）ではなく、美少女漫画を指す。
当社の前身にあたる「ヒット出版」も同名のレーベルを使用しており、レディースコミック（女性漫画）の単行本も扱っていた。
書籍
- 周富徳直伝!! ひと味かえて本格家庭中華 上巻（1999年4月） ISBN 4-89465-010-X、下巻（1999年8月） ISBN 4-89465-011-8
- あなたは元気ですか!? “ん”（2003年10月・トライアングル・フォース） ISBN 4-89465-241-2
- Vio sexual 三枝実央写真集（2003年11月・トライアングル・フォース） ISBN 4-89465-243-9
- チラシがヒントの料理メニュー（2007年11月・ジェーシー出版） ISBN 978-4-89465-378-8

## 参考資料
- ヒット出版社：エロ漫画の出版社｜成年コミックデータベース MANGA-DB